# Close My Eyes Forever
Close My Eyes Forever è una power ballad scritta e incisa da Lita Ford in collaborazione con Ozzy Osbourne. È stata estratta come terzo singolo dall'album Lita nel febbraio del 1989. Si tratta del maggiore successo della Ford e ha raggiunto l'ottavo posto della Billboard Hot 100 negli Stati Uniti. Il singolo è stato certificato con il disco d'oro per le vendite dalla RIAA il 2 agosto 1989.
Nel 2014 è stata indicata come la 16ª più grande power ballad di tutti i tempi da Yahoo! Music.

## Tracce
7" Single A|B Dreamland 49 409
1. Close My Eyes Forever (Remix) – 4:42
2. Under the Gun – 4:48

12" Maxi A|B Dreamland 49 410
1. Close My Eyes Forever (Remix) – 4:42
2. Under the Gun – 4:48
3. Blueberry – 3:47

## Classifiche
| Classifica (1989)             | Posizione massima |
| ----------------------------- | ----------------- |
| Nuova Zelanda                 | 16                |
| Regno Unito                   | 47                |
| Stati Uniti                   | 8                 |
| Stati Uniti (mainstream rock) | 25                |
| Svezia                        | 14                |